# Leiothrix spergula
Leiothrix spergula är en gräsväxtart som beskrevs av Wilhelm Willy Otto Eugen Ruhland. Leiothrix spergula ingår i släktet Leiothrix och familjen Eriocaulaceae. Inga underarter finns listade i Catalogue of Life.